# Jervois
Jervois är en ort i Australien. Den ligger i kommunen Murray Bridge och delstaten South Australia, omkring 84 kilometer sydost om delstatshuvudstaden Adelaide.
Trakten runt Jervois är nära nog obefolkad, med mindre än två invånare per kvadratkilometer.. Närmaste större samhälle är Tailem Bend, nära Jervois.
Trakten runt Jervois består till största delen av jordbruksmark. Genomsnittlig årsnederbörd är 513 millimeter. Den regnigaste månaden är juni, med i genomsnitt 86 mm nederbörd, och den torraste är december, med 16 mm nederbörd.